# Government House (Thailand)
Government House (thai: ทำเนียบรัฐบาล, transkription: thamniap ratthaban) henviser til Thailands premierministers kontorer og visse ministerier, beliggende i Bangkoks Dusit-distriktet. Bygningen, der består af flere paladslignende strukturer, indeholder tillige konferencelokaler, som bruges til statslige funktioner og receptioner af udenlandske gæster.

## Historie

### Konstruktion
Bygningen hed oprindeligt Ban Norasingh (thai: บ้านนรสิงห์) og var bolig for Chao Phraya Ram Rakop (tidligere navn Feu Pheungboon), en hofembedsmand under kong Vajiravudhs (Rama VI) regeringstid (1910-1925). Kongen havde skænket ham jorden og tillige et udkast til arkitekttegning af den primære bygning.
Den italienske arkitekt, Annibale Rigotti tegnede hovedbygningen i 1923. Byggeriet forblev dog ufuldstændigt, da Rigotti vendte tilbage til Italien efter kongens død i 1925.
Efter Den Siamesiske Revolution i 1932 solgte Chao Phraya Ram Rakop ejendommen for 1 million baht til feltmarskal Plaek Phibunsongkhrams (bedre kendt som Phibun eller pibul) regering. Den har siden fungeret som den thailandske regerings hus.
I 1941 blev bygningen premierministerens kontor. Phibun tildelte den italienske billedhugger og kunstner, Corrado Feroci, at fuldføre byggeriet. Hovedbygningen er prydet med en gylden kuppel, der huser en statue af Phra Phrom (den thailandske repræsentation af den hinduistiske skabergud Brahma). Bygningens facade ligner Ca' d'Oro-paladset i Venedig.

### Belejringer
Under politiske uroligheder i 2008 belejrede protestbevægelsen People's Alliance for Democracy, bedre kendt som Gultrøjer, Government House. Den 26. august tvang demonstranterne sig vej ind i paladset. Under deres belejring forårsagede de skader på græsplæner, dekorative planter, sprinklere, belysning og overvågningskameraer til næsten 7 millioner baht. Efter en retskendelse og tre måneders belejring måtte de opgive og forsøgte derefter at blokere parlamentet i stedet.
Efterfølgende blev de seks Gultrøje-ledere i 2015 idømt to års fængsel hver. Appelretten nedsatte i 2019 deres domme til otte måneders fængsel.
Government House blev atter belejret i december 2013 under politiske protester, der førte til militærkeppet i 2014.
Igen i 2020 var der belejring af Government House i forbindelse med protester mod kongehus og regering, for et mere demokratisk styre.

### Premierministerbolig
Thailands 30. premierminister, Srettha Thavisin, sagde den 10. november 2023, at ville bruge Phakdibodin-bygningen i Government House-komplekset som bolig, i stedet for den officielle premierminister-bolig. Han ønskede et privat rum, hvor han kan overnatte, så han undgår at skulle pendle til arbejde hver dag og derved samtidigt forhindre, at det øger byens trafikproblemer (det er kutyme, at når kongelige og premierministeren kører, afspærres kørevejen for almindelig trafik).
Det er imidlertid er et brud med traditionen. Ingen af de tidligere premierministre har nogensinde havde opholdt sig fuld tid i Ban Norasingh. Premierministrene boede enten i deres eget hus eller i Phitsanulok Mansion, kendt som Thailands Hvide Hus, der er premierministerens officielle residens, også beliggende i Dusit-distriktet.
Samart Jenchaijitwanich, en talsmand for Palang Pracharath-partiet og tidligere assistent hos justitsministeren, udtalte: »Jeg har hørt mange mærkelige historier omkring Ban Norasingh. En historie er om feltmarskal Phibun, som arbejdede der en sen nat og faldt i søvn. Han vågnede senere og så, hvad der så ud til at være et spøgelse i thailandsk kostume.« (Tro på spøgelser og brug af astrologi er udbredt i Thailand). Samart fortsatte med at fortælle, at siden premierministerens plan om at bo på fuld tid i Ban Norasingh blev annonceret, er det sket flere "mærkelige fænomener" og tilføjede: »Værre ting kan ske, når hr. Srettha begynder at bo i Government House på fuld tid. Jeg spekulerer på, at det endda kan afkorte hans periode som premierminister.«